# Aristes
Aristes és una concentració de població designada pel cens dels Estats Units a l'estat de Pennsilvània. Segons el cens del 2000 tenia 230 habitants.

## Demografia
Segons el cens del 2000, Aristes tenia 230 habitants, 108 habitatges, i 65 famílies. La densitat de població era de 444 habitants per quilòmetre quadrat.
Dels 108 habitatges en un 21,3% hi vivien nens de menys de 18 anys, en un 47,2% hi vivien parelles casades, en un 11,1% dones solteres, i en un 39,8% no eren unitats familiars. En el 36,1% dels habitatges hi vivien persones soles el 23,1% de les quals corresponia a persones de 65 anys o més que vivien soles. El nombre mitjà de persones vivint en cada habitatge era de 2,13 i el nombre mitjà de persones que vivien en cada família era de 2,77.
Per edats la població es repartia de la següent manera: un 17% tenia menys de 18 anys, un 6,1% entre 18 i 24, un 23,9% entre 25 i 44, un 27,8% de 45 a 60 i un 25,2% 65 anys o més.
L'edat mediana era de 48 anys. Per cada 100 dones de 18 o més anys hi havia 78,5 homes.
La renda mediana per habitatge era de 21.607 $ i la renda mediana per família de 27.500 $. Els homes tenien una renda mediana de 31.875 $ mentre que les dones 21.875 $. La renda per capita de la població era de 13.302 $. Entorn del 15,6% de les famílies i el 18,8% de la població estaven per davall del llindar de pobresa.

## Poblacions més properes
El següent diagrama mostra les poblacions més properes.